# Hal Warren
Harold P. Warren (23 de octubre de 1923 - 26 de diciembre de 1985) fue un vendedor de fertilizante, director, guionista y productor de cine estadounidense.
Fue vendedor de fertilizante durante toda su vida en El Paso, Texas, y consiguió sacar adelante su única película en 1966, Manos: The Hands of Fate, es considerada la peor película jamás estrenada en un cine (figura entre las peor valoradas en IMDb), aunque al ser su única obra, eso posiblemente haya hecho que Warren quede ocultado nombres como el del mucho más popular Ed Wood.
La película es una historia de terror en la que una familia se pierde durante un viaje terminando en una extraña casa donde un peculiar personaje, Torgo, intenta revivir a su maligno maestro. El propio director da vida a Michael, el padre de familia, en la película.
Saltos de eje, fallos de raccord, miradas a cámara, textos olvidados y una casi total ausencia de la elipsis son palpables desde el primer momento.